# Chantal Fortier
Pour les articles homonymes, voir Fortier.
Chantal Fortier née à La Ferté-Gaucher est une cycliste française, championne de France sur route en 1978.

## Palmarès sur route
- 1978
  -  Championne de France sur route
- 1979
  - 2e des Journées Internationales de Dompaire
- 1980
  - 2e du championnat de France sur route

## Palmarès sur piste

### Championnats nationaux
- 1977
  - 3e de la vitesse
  - 3e de la poursuite
- 1978
  - 3e de la vitesse

### Palmarès en triathlon
Le tableau présente les principaux résultats (podiums) réalisés sur les circuits nationaux de triathlon.
| Année | Compétition                                             | Pays   | Position           |
| ----- | ------------------------------------------------------- | ------ | ------------------ |
| 1986  | Championnat de France de triathlon longue distance (LD) | France | Médaille de bronze |